# Чемитоквадже
Чемитоква́дже — курортный микрорайон в Лазаревском районе «города-курорта Сочи» в Краснодарском крае.

## География
Посёлок находится у побережья Чёрного моря, в междуречье рек Чемитоквадже и Чухукт. Расположен в 20 км к юго-востоку от районного центра — Лазаревское, в 53 км к северо-западу от Центрального Сочи и в 247,1 км к югу от города Краснодар (по дороге). 
Через посёлок проходят федеральная автотрасса А-147 «Джубга-Адлер» и железнодорожная ветка Северо-Кавказской железной дороги. Действует железнодорожная станция Чемитоквадже. 
Граничит с землями населённых пунктов: Каткова Щель на северо-западе и Зубова Щель на юго-востоке.
Чемитоквадже расположен в узкой низменной долине у Черноморского побережья. Рельеф у побережья преимущественно равнинный; отдаляясь от побережья, начинают резко возвышаться лесистые горы и хребты. Средние высоты на территории посёлка составляют около 30 метров над уровнем моря. Абсолютные высоты в окрестностях достигают 375 метров над уровнем моря. 
Гидрографическая сеть представлена реками Чемитоквадже и Чухукт. В пределах самого микрорайона в Чёрное море впадают более мелкие речки — Чимит, Бабанова Щель и Станционная Щель. 
Климат влажный субтропический. Среднегодовая температура воздуха составляет около +13,7°С, со средними температурами июля около +24,2°С, и средними температурами января около +6,2°С. Среднегодовое количество осадков составляет около 1450 мм. Основная часть осадков выпадает в зимний период. Здесь растут такие тропические культуры как хурма, фейхоа, виноград, киви, мандарины, фундук и др.

## Этимология
Название посёлка Чемитоквадже (адыг. Цурмытыкъуа́дж) в переводе означает «аул рода Чермит». Иногда название аула ошибочно переводят как «аул рыжих коров», от слов чэм — «корова», тхо — «рыжий» и къуаджэ — «аул». Но эта версия не является состоятельной, так как известно, что до завершения Кавказской войны в долине реки Чемитоквадже проживал шапсугский род — Чермит (адыг. Цурмыт). Имелось также другое название аула — адыг. Дзыбэхъабл — «аул Дзыбовых».

## История
Первые поселения на территории современного посёлка возникли ещё во времена каменного века. С древних времён здесь проживали различные предки современных адыго-абхазских народов.
На протяжении I—VI веков в окрестностях современного посёлка располагалась одна из крупнейших римских крепостей на черноморском побережье, от которых ныне остались лишь руины.
До 1864 года, в междуречье рек Чемитоквадже и Чухукт располагались два родовых аула — Чемитоквадже (адыг. Цурмытыкъуаджэ — «аул рода Чермит») и Дзибахабль (адыг. Дзыбэхьабл — «квартал, аул рода Дзиба»). В связи с чем, местное автохтонное население как второе название посёлка использует название Дзибахабль.
После завершения Кавказской войны, в ходе мухаджирства практически всё местное мусульманское население было выселено в Османскую империю, за нежелание подчиняться иноверному русскому царю. В результате чего местность обезлюдела на несколько лет.
В 1867 году местность в низовьях реки Чемитоквадже была подарена профессору Боткину, в дар от князей Волконских за успешное лечение детей. Постепенно сюда начинают переселяться русские, греческие и армянские переселенцы.
Перед Октябрьской революцией имение Боткина было выкуплено профессором Н. Е. Жуковским. В 1934 году на месте усадьбы Жуковского был создан дом отдыха Военно-воздушной академии имени Жуковского.
До 1945 года селение Чемитоквадже входило в состав Шапсугского района в качестве отдельного сельсовета. Затем в ходе его реорганизации посёлок включён в состав Лазаревского района.
10 февраля 1961 года селение Чемитоквадже, как и вся территория Лазаревского района, было включено в состав города-курорта Сочи с присвоением населённому пункту статуса внутригородского микрорайона.

## Курорты
В середине XIX века князья Волконские передали в дар 50 гектаров земли профессору Боткину в дар за лечение детей. Тот продал её перед революцией профессору Жуковскому, в честь которого и была названа первая лечебница военнослужащих в 1934 году. В 1965 году дом отдыха Военно-воздушной академии имени Жуковского был реорганизован в санаторий ВВС «Чемитоквадже».
Ныне посёлок Чемитоквадже привлекает малый туристический трафик, но наблюдается тенденция к повышению интереса со стороны туристов. Места размещения представлены частными гостевыми домами и отелями. 
В микрорайоне также действует военный санаторий «Чемитоквадже», принадлежащий ВВС России, где в основном проходят медицинскую реабилитацию лётчики пилотажных групп — «Русские Витязи» и «Стрижи». В начале космической эры здесь также проходили курсы реабилитации первые советские космонавты. 
Пляж у посёлка как и в целом по району в основном галечный.

## Достопримечательности
В пределах микрорайона расположен самый высокий автомобильный мост в России, высота которого составляет 80 метров. Также выше по ущельям рек сохранились остатки древних дольменов и развалины древней римско-византийской крепости I—VI веков.

## Улицы
В микрорайоне всего две улицы: Курская и Магистральная, а также квартал застройки «Госсортучасток».